# 황병권
황병권(한국 한자: 黃柄權, 2000년 5월 22일 ~ )은 대한민국의 축구 선수로, 포지션은 미드필더이다. 현재 강릉시민축구단 소속이다.

## 클럽 경력
황병권은 보인고등학교 축구부 출신으로, 2019시즌을 앞두고 수원 FC와 프로 계약을 체결하였다. 황병권은 데뷔 시즌 1라운드만에 선발라인업에 등재되어, 프로 데뷔 무대를 치렀다. 5월 18일 5라운드 안산 그리너스 FC와의 원정 경기에서는 전반 44분 헤더골을 터뜨리며, 프로 무대 데뷔 골까지 성공시켰다.
2021시즌을 앞두고 대구 FC로 이적했다.